# Војска Османског царства
Прва војна јединица Османске државе је била војска коју је организовао Осман I, коју је наследио од племена са брда западне.
Анадолије крајем 13. века. Војни систем је постао запетљана организација зависна од државе. Османска војска је била комплексан систем обнављања регрута и феудалних поседа. Главни захтеви корпуса османске војске су улазили у састав јаничара, спахија, акинџија и мехтерана. Османска војска је некада била једна од највећих борбених сила на свету, која је прва користила млади соко, који има кратак, а широк топ, током опсаде Константинопоља. Османска коњица је поседовала велику брзину и мобилност, пре него јаке оклопе, користећи лук и стрелу и кратке мачеве на брзим турским и арапским коњима и углавном су се служили тактикама оним којима су се служили и Монголи. То је било, као на пример, претварање да се повлаче док, заправо, не опколе непријатељску војску у одређеној формацији и тада направе прави напад. Један од главних разлога успеха Отоманске војске, у периоду 13. до 17. века, био је тај што је турска војска имала добро утрениране, елитне јединице, које су биле лако одевене и лако су прелазиле из одбране у напад, док су европске Хришћанске војске своју војну доктрину базирале на нападу тешко оклопљене коњице, која је због тежине оклопа била спорија, могла је само да иде у напад, не и у одбрану и брже се замарала током битке. Такође турска војска успех у ратовању дугује закривљеној сабљи, која је била много ефикаснија у борби, него европски дугачки мач. Многе европске силе су, до Наполеонивих ратова, преузеле модел закривљене сабље у својим војскама.

### Османска војска током 14. и 15. века
Опис турске војске из 15. века дао је Бертрадон Брокијери, савременик деспота Ђурађа, који је боравио међу Турцима и дао поуздан опис:,,Турци до тела носе обично две памучне антерије, једну врз другу, која им допире до земље. Такође носе одећу од сукна, која им је више као огртач и коју зову капинат. Носе чизме до колена и широке чакшире од свиле,кадифе или других тканина. Што се тиче војне опреме и оружија, многи Турци носе красне панцире, који изгледају као наши (европски) панцири, само што су прстенови или колутићи ситнији. Панцир им виси до бедара, а по средини је притегнут од којих један крај виси до листова војника. На глави носе округлу капу која се у шиљак завршава и висока је око стопу и по. Свуда у округ имају притврђене гвоздене плоче, и шипке које бране лице и побразе од удараца мачем, а налик су шлемовима који се у Француској зову саладима. Носе такође и покривала од гвоздених мрежица, које могу бити врло красно урађене.Српски хроничар Михајло Константиновић из Островице саветује Хришћанске војске да:,,Када бисте се спремали за рат против Турака, чувајте се тешког оружија, тешких копаља и тешке коњске опреме, него преправите оужија да са њима можете лако владати. Турци су у томе много узнапредовали, тако да ако га гониш, стићи га нећеш, а ако он тебе гони, утећи му нећеш. Турци су са војим коњима лако опремљени, па се и лако крећу, а ви сте са вашим коњима и опремом троми. Човек треба да иде на војну са храбрим срцем, а не тешким и гломазним оружијем. Татари су Турке побеђивали, јер су брзи и окретни као и Турци на својим коњима, па се не дају лако обићи с бокова, док су хришћани оптерећени тешким оклопима и тешком коњском опремом у неприлици, јер их Турци могу лако заобићи с бокова. Саветује се и да ако се турска коњица победи, не треба јурити на јањичаре, већ их треба гађати стрелама и из топова. Сам Михајло тврди да када би се једном победили јањичари, турска царевина би трајно била побеђена.

### Османска војска током 17. и 18. века
Османска војска је наставила да буде ефективна борбена сила током 17. и раног 18. века, која је заостајала за европским ривалима, осим током дугог периода мира од 1740-1768. Османско царство је у 19. веку започело модернизацију војске. Године 1826, султан Махмуд II је укинуо јаничаре и успоставио модерну Османску војску. Именовао их је Низам и Цедид. Османска војска је такође била прва институција која је запошљавала разне експерте који су их слали у државе западне Европе, како би их тренирали за ратовање.
Убрзо након, покрет Млада Турска је почео када су се релативно млади и скоро научени људи вратили са свог образовања.

### Османска војска током 19. и 20. века
Османска морнарица је много допринела експанзији територија царства на европском континенту. Иницирало се на освајање Северне Африке, са додатком Алгерије и Египта Османском царству. Почело је са губитком Грчке 1821. и Алгерије 1830. Османска снага и контрола над удаљеним прекоморским државама почела је да слаби. Султан Абдул-Азиз(1861—1876) је намеравао да обнови снажну османску морнарицу правећи највећу флоту после британске и француске. У бродоградилишту у
Енглеској је први пут направљена подморница за Османско царство 1886.
Међутим, пропаст османске економије није могло да одбрани снагу задуго. Султан Абдулхамид II није веровао није веровао свом адмиралу који је био на страни реформатора Мидхата Паше и који је тврдио да је велика и скупа флота није била коришћена против Руса током руско-турског рата. Он је тада закључао већи део флоте у "Златном рогу" где су иструлели бродови били наредних 30 година.
Пратећи револуцију Младе Турске, 1908, Комитет уније и напретка тражи да се развије снажна Османска морнаричка сила. Фондација Османске морнарице је успела да 1910. купи нове бродове, кроз јавне донације.
Успех Османске војне авијације је забележен између јуна 1909. и јула 1911.Османско царство је почело припреме за прве пилоте и авионе, и са оснивањем Авијатичарске школе у Јесилкоју 3.јула 1912, почели су да се ту обучавају њихови властити летачки надзорници. Оснивање Авијатичарске школе је убрзао успех војног авијатичарског програма, повећан је број пријављивања особа, и дало је активну улогу новим пилотима у Османској војсци и морнарици. У мају 1913. године, почео је први светски специјализовани извиђачки програм обуке од стране Авијатичарске школе и прва одвојена извиџачка подела је била успостављена. У јуну 1914. је основана нова војна академија, школа поморског ваздухопловства.
Избијањем Првог светског рата, процес модернизације је изненада престао. Османска авијацијска ескадрила се борила на многим фронтовима, од Галије на западу до Кавказа на истоку и Јерменије на југу.

## Копнене трупе

### Централна војска
У центалне војне јединице сврстани су: јањичари, џебеџије и тобџије. У 15. веку је познат начин прибављања деце девширма (данак у крви). Људи који су задужени за одабир деце су под надзором локалног кадије и спахија, узимали су мушку децу од 8 и 12 година старости. Деца су узимана искључиво из редова раје. Једна област се обилазила сваке треће или седме године. Најспособнији од тих дечака постали би ичогнани (дворски пажеви) у Цариграду или Једрену, док су остали служили код анадолијских сељака, све док не стасају за јаничарску обуку. Ичогнани су под старатељством евнуха проводили две године, а затим су били подвргнути селекцији која се звала чикма. Најбољи су одлазили у Више и Ниже одаје двора, а остали су ушли у катикулу, односно коњицу.
Пажеве су строго надзирали ак-аге или бели евнуси којих је било 40, а главни бели евнух је био капу-ага. Био је надзорник и султанов помоћник.
Елитни војнички род били су јањичари који представљају пешадију. Били су стално уз султана и најчешће регрутовани данком у крви. Били су султанова лична заштита. Било им је забрањено да се жене, све док Мехмед II Освајач није дошао на власт. Било им је забрањено да се жене како би се у потпуности посветили војсци. Ага јаничара је заповедник јаничара. По завршетку 17. века, војна моћ опада због недостатка реформи, углавном због корупције међу јаничарима. Године 1826, укинути су јаничари и у рату против Русије, Османско царство је оскудевало у савременом ратном материјалу и техници.

### Провинцијска војска
У провинцијску војску сврстани су: спахије, акинџије, азапи итд. Хришћани су образовали посебне војничке родове и били су привилеговани због тога. Најпознатији хришћански родови су били: војнуци, дербенџије, мартолоси, стрелари, соколари итд.
Спахије су представљале најважнији војнички род у провинцијама. Били су коњаници османске војске и власници тимара (земљишни посед). Користили су лук и стрелу и кратке мачеве и номадску тактику ратовања. Реч спахија потиче од турске речи Sepali која је преузета из персијског језика и значи војник. Ага спахијских буљука је заповедао коњичком дворском армијом.
Џебелије су наоружани оклопници на коњу. Спахија је био задужен да их наоружа и опреми о свом трошку. Регрутовани су од робова, који су купљени или заробљени. Имали су сабљу, копље, лук, стрелу и оклоп.
Акинџије су припадници лаке коњице. Били су јединица која је прва ступала у борбу у биткама и били су познати по својој неустрашивости.
Азапи су били нерегуларна лака пешадија. Скоро увек су били у самом центру борбе и носили главнину напада турских снага.
Џебеши-паша је био главни оружар. Топчи-баша је био заповедник артиљерије.
Војнуци су били привилегована неисламизована класа. За добро служење султана награђивани су пореским ослобођењем. Били су лаки оклопници, који су у војне походе ишли на коњу, наоружани копљем, штитом и оклопом и носили су искључиво црна одела.
Дербенџије су били полувојнички род који је настао због оружаних отпора. Турци су за обезбеђивање угрожених путева, на превојима, теснацима и шумским регионима употребљавали становништво дотичног краја. За ту службу уживали су повластице. Од времена Мехмеда II, ослобођени су одласка у војне походе.
Мартолоси су као задатак имали ухођење и упадање у непријатељску пограничну територију. Обављали су и полицијску службу - били задужени за одржавање реда и мира и главни су носиоци борбе против хајдука. У 16. веку им опада значај и били су само посада тврђава.
Катудан-и-дерја је био заповедник флоте и члан дивана.